# 旅順口の戦い

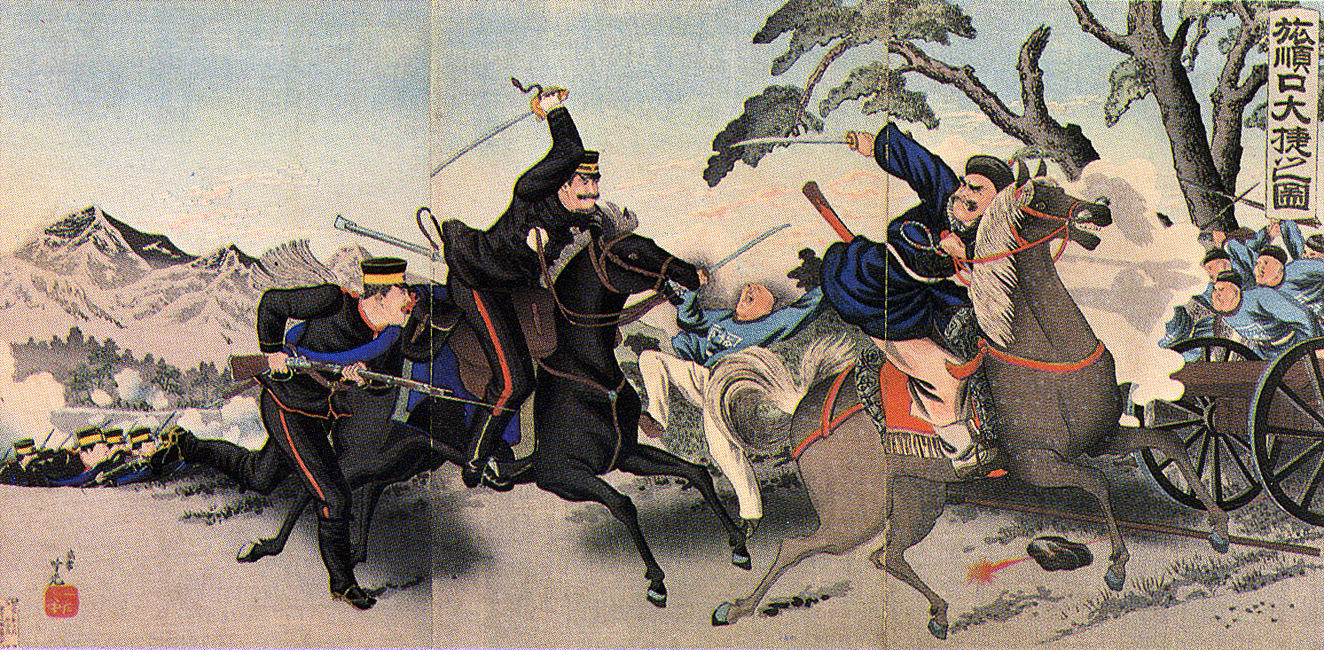
安達吟光による浮世絵

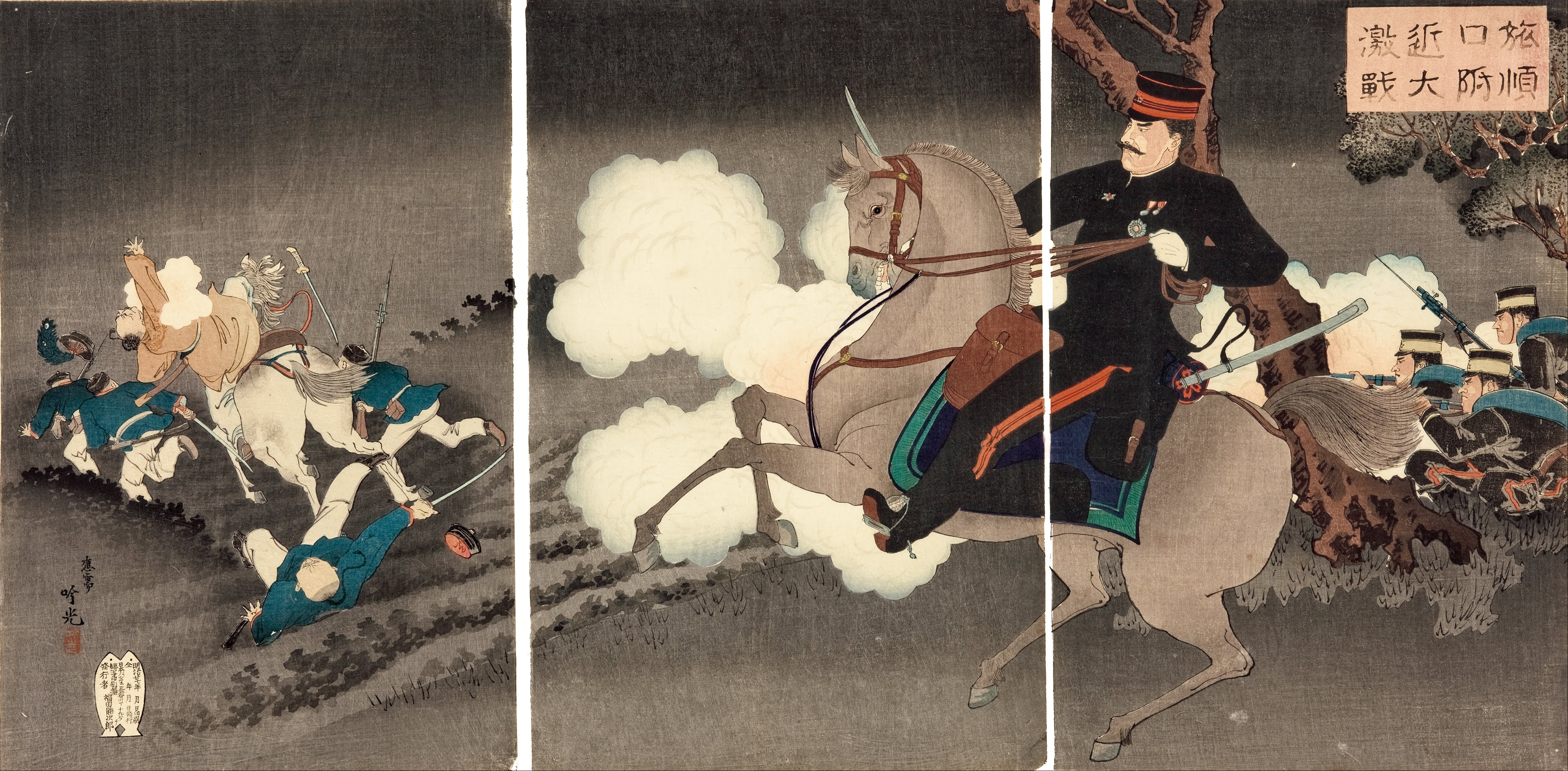
安達吟光による浮世絵

旅順口の戦い（りょじゅんこうのたたかい、リューシュンコウのたたかい）は、日清戦争の陸戦である。

## 概要
1894年10月24日に大山巌大将率いる第2軍が金州に上陸する。11月6日に金州城を占領する。11月21日に、日本軍1万5千は清国1万3千弱に対して攻撃をする。清国軍の士気は極めて低く、堅固な旅順要塞は僅か1日で陥落することとなる。
日本側の損害は戦死40名、戦傷241名、行方不明7名に対して、清国は4500名の戦死、捕虜600名を出して敗退する。

### 旅順虐殺事件
その後、国際的に大きな問題が発生した。『タイムズ』（1894年11月28日付）や『ニューヨーク・ワールド』（同年12月12日付）により、「旅順陥落の翌日から四日間、非戦闘員・婦女・幼児などを日本軍が虐殺した」と報じられたのである。虐殺の有無や、虐殺された人数については諸説あるが、実際に従軍し直接見聞した有賀長雄は清国民間人の巻き添えが有ったことを示唆している。現在、この事件は旅順虐殺事件（英名：the Port Arthur Massacre）として知られている。
この事件は外交的に大きな影響をもたらした。当時はアメリカと不平等条約改正を交渉中の最中であり、この事件により一時アメリカ上院には条約改正は時期尚早という声が大きくなり、重要な外交懸案が危殆に瀕した。陸奥宗光はこのため『ニューヨーク・ワールド』に弁明せざるを得なくなる事態に陥ることとなった。